# Amauroderma andina
Amauroderma andina är en svampart som beskrevs av Ryvarden 2004. Amauroderma andina ingår i släktet Amauroderma och familjen Ganodermataceae.   Inga underarter finns listade i Catalogue of Life.